# Garforth Town Association Football Club
Garforth Town Association Football Club (conhecido como The Miners) é um time da Inglaterra, baseado na cidade de Garforth, no estado de West Yorkshire. O clube foi fundado em 1964 e atualmente disputa a primeira divisão da Northern Counties East Football League, correspondente à nona divisão do Campeonato Inglês.
Seu estádio é o Wheatley Park (ex-Genix Healthcare Stadium), com capacidade para abrigar 3.000 torcedores.
O Garforth Town ficou conhecido por possuir jogadores famosos na equipe, principalmente brasileiros. Na década de 90, o Garforth contou com Brendam Ormsby e Gary Williams, ambos eram do Leeds United. E tiveram também os brasileiros Sócrates e Careca. Sócrates jogou pelo clube na temporada 2004/05, e Careca, em 2005/06. Outro jogador famoso que entrou em campo pelos Miners foi o meio-campista Lee Sharpe, ex-Manchester United, Sampdoria e Portsmouth (8 jogos pela Seleção Inglesa, entre 1991 e 1995), que disputou 21 partidas e marcou 6 gols em 2004. Também em 2005, o clube chegou a anunciar a contratação de Romário, mas o Baixinho não chegou a assinar com o Garforth.
No dia 18 de dezembro de 2008, os Miners anunciaram que teriam contratado o lateral-direito Cafu (que não teve seu contrato renovado com o Milan). Por intermédio de seu irmão, Marcelo Evangelista, o jogador negou a informação. 